# Isotta Fraschini Tipo 8B
La Isotta Fraschini Tipo 8B è un'autovettura di lusso prodotta dalla casa automobilistica italiana Isotta Fraschini dal 1931 al 1936.

## Storia
Il modello sostituì la Tipo 8A ed aveva installato un motore a otto cilindri in linea da 7372 cm³ di cilindrata che erogava una potenza di 150 CV. Rispetto al modello che rimpiazzò aveva un telaio rivisto. La trasmissione era formata da un cambio a quattro rapporti.
Non c'è certezza sul numero degli esemplari costruiti; sicuramente ne vennero completati 30, ma alcune fonti riportano che ne furono prodotti 82.
Questa vettura è appartenuta al poeta Gabriele D'Annunzio, ora esposta al Vittoriale degli Italiani.